# David Pines
David Pines (* 8. Juni 1924 in Kansas City, Missouri; † 3. Mai 2018 in Urbana, Illinois) war ein US-amerikanischer theoretischer Physiker, der sich mit Festkörpertheorie und Vielteilchentheorie beschäftigte, und Gründungsdirektor des Institute for Complex Adaptive Matter (ICAM) der University of California, einer mittlerweile international tätigen Institution zur Erforschung emergenter Phänomene, vor allem in den Wissenschaftsbereichen Biologie, Chemie und Physik.

## Leben und Wirken
Pines studierte an der University of California, Berkeley (Bachelor 1944) und der Princeton University (Master 1948), wo er 1950 promovierte. Danach war er an der University of Pennsylvania, 1952 bis 1955 Assistenzprofessor an der University of Illinois at Urbana-Champaign (UIUC) und danach 1955 bis 1958 in Princeton, wo er 1958/59 Mitglied des Institute for Advanced Study war. 1959 wurde er Professor für Physik und Elektrotechnik an der UIUC, wo er bis 1995 blieb und 1967 bis 1970 Gründungsdirektor von dessen Center for Advanced Study war. Pines war u. a. Gastprofessor 1962/63 und 1978 in Paris (Collège de France), Leiden (Lorentz Professor), Caltech, 1970 in Kopenhagen (Nordita), 1970 und 1978 bei der Russischen Akademie der Wissenschaften, 1996/97 am Los Alamos National Laboratory, 1998 in Stockholm und 2000 am Trinity College in Cambridge. 1989 bis 2002 war er (nicht residenter) Professor am Santa Fe Institute (das er mitgründete, 1982 bis 1996 war er Vizevorsitzender von dessen Science Board). 1968 war er Initiator eines Austauschprogramms zwischen den USA und der UdSSR. Von 1968 bis 1972 war er Vice-President vom Aspen Center for Physics. Von der Gründung des Instituts im Jahr 1999 bis 2012 war er Ko-Direktor des Institute for Complex Adaptive Matter, seither war er dort chief evangelist.
Pines wurde 1960 zum Fellow der American Physical Society ernannt. Er war 1962/63 und 1970/71 Guggenheim Fellow. 1985 erhielt er die Dirac Medal der University of New South Wales (Dirac Lecture) und 1985 die erste Feenberg-Medaille für seine entscheidenden Beiträge zu den Grundlagen der quantenmechanischen Vielteilchentheorie und bahnbrechende Anwendungen auf Vielelektronensysteme, Neutronensterne und elementare Anregungen in Quantenflüssigkeiten (Laudatio). Für 2016 wurde ihm der Julius-Edgar-Lilienfeld-Preis zugesprochen. 2009 erhielt er den John Bardeen Prize. Er war Mitglied der National Academy of Sciences der USA (seit 1973), der Russischen (seit 1988) und Ungarischen Akademie der Wissenschaften, der American Philosophical Society und der American Academy of Arts and Sciences (seit 1980).
In den 1950er Jahren beschäftigte sich Pines u. a. mit dem Elektronengas (teilweise mit David Bohm und Philippe Nozières), Elektron-Phonon-Wechselwirkung in Metallen (mit John Bardeen), Anwendung der Theorie der Supraflüssigkeit auf Atomkerne (teilweise mit Aage Bohr und Ben Mottelson), Bosonengas (mit Hugenholtz) und Supraflüssiges Helium (teilweise mit Gordon Baym, John Bardeen). Mit diesen Untersuchungen etablierte er sich als einer der Pioniere der Vielteilchentheorie. Ab den 1980er Jahren wandte er sich auch der Astrophysik zu, erforschte mit Vielteilchenmethoden die Zustandsgleichung von Materie in Neutronensternen (ähnlich wie Hans Bethe), untersuchte Hochtemperatursupraleiter und Vielteilchen-Systeme als Beispiele komplex-adaptiver Systeme (Entstehung von „emergentem“ Verhalten).

## Schriften (Auswahl)
- The Many-Body Problem. Benjamin, New York 1961 (mit Reprints)
- Elementary Excitations in Solids. Benjamin, 1963
- mit Philippe Noziéres: Theory of Quantum Liquids. Band 1 Normal Fermi Liquids. Benjamin 1966, Band 2 Superfluid Bose Liquids. Benjamin 1966, Addison-Wesley 1990